# Mela Muter
Mela Muter, pseudónimo usado por Maria Melania Klinsland Mutermilch (26 de abril de 1876, Varsóvia, Polónia – 14 de maio de 1967, Paris, França), foi a primeira pintora profissional polaca, de origem judia, naturalizada francesa em 1927. Somente quando a pintora emigrou para Paris, França, em 1901, com 25 anos, a sua carreira artística começou a florescer, recebendo pela primeira vez a atenção mediática e alta popularidade que lhe proporcionou exibir os seus trabalhos em várias galerias da cidade, ganhando assim o estatuto de pintora profissional.

## Biografia

### Família e Primeiros Anos
Nascida a 26 de abril de 1876, em Varsóvia, na Polónia, Maria Melania Klingsland (Klingslandowa em polaco) era oriunda de uma abastada família judaica, pertencente à elite intelectual polaca. Era filha de Zusanna Klingslandowa (1859-1909) e de Fabian Klingsland (1839-1924), um respeitado empresário, mecenas e defensor das artes e da cultura, reconhecido por ser o dono de uns dos primeiros centros comerciais a abrir no centro de Varsóvia, nomeadamente na Ulica Marszałkowska, e de financiar alguns dos mais respeitáveis artistas e autores do seu tempo, como Leopold Staff, Jan Kasprowicz ou Władysław Reymont. Para além de Maria Melania, o casal tinha mais dois filhos, Gustawa Klingland Hirszberge (1876-1911) e Zygmunt Klingsland (1883-1951). Anos mais tarde, o seu irmão mais novo foi crítico de arte, autor e diplomata da Embaixada da Polónia em Paris.
Atentos ao talento de Maria Melania desde tenra idade, após terminar os seus estudos liceais, os seus pais matricularam-na em aulas de piano e desenho aos 16 anos. Posteriormente, em 1899, ingressou na Escola de Desenho e Pintura para Mulheres, criada e presidida pelo professor e pintor polaco Miłosz Kotarbiński (1854-1944).

### Casamento
Aos vinte e três anos, a jovem artista casou-se com Michal Mutermilch (1874-1947), crítico de arte, escritor e correspondente, filiado no Partido Socialista Polaco e também judeu polaco, na sinagoga da rua Tłomackie, em Varsóvia. Um ano depois, em 1900, Maria Melania e Michal tiveram o seu primeiro e único filho, Andrzej Mutermilch (1900-1924).

### Carreira Artística em Paris

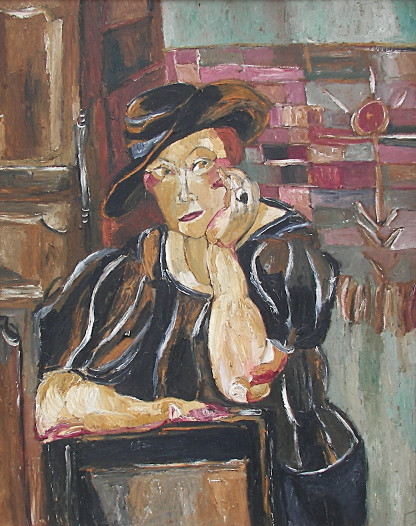
Retrato de Mela Muter pela pintora Josette Bournet

Em 1901, adoptando o nome artístico de Mela Muter e acompanhada do seu marido e filho, mudou-se para Paris, França, onde continuou os seus estudos na Académie de la Grande Chaumière e depois na Académie Colarossi, sendo discípula de Léon Étienne Tournes (1857-1931), Louis-Joseph-Raphaël Collin (1850-1912) e René-Xavier Prinet (1861-1946). Até então os seus primeiros trabalhos foram marcados pelo Simbolismo, densamente inspirado pelos ideais românticos, e por diversas paisagens enquadradas no movimento do Naturalismo, que apresentavam no entanto algumas influências das novas vanguardas e técnicas de pintura do virar do século.
Inspirada pelo trabalho de vários artistas da École de Pont-Aven, um ano após se ter fixado na capital francesa, a artista e jovem mãe abandonou a sua formação académica, começando a explorar novas técnicas e estilos de forma auto-didacta, enquanto cuidava do seu filho em casa. Durante essa fase, o seu trabalhou começou a enquadrar-se no estilo Pós-impressionista, sendo directamente influenciada pelas obras e estilo de aplicação de tinta utilizado por Vincent van Gogh (1853-1890).
Em 1902, Mela Muter expôs pela primeira vez as suas obras no Salon de Paris. Sendo bem recebida e aclamada pela crítica parisiense, nos anos seguintes, participou nas exposições no Salon des Indépendants da Societé des Artistes Indépendants, na Société Nationale des Beaux-Arts, no Salon des Tuileries, no Salon d'Automne e no Salon des Femmes Artistes Modernes. Para além de ter realizado várias exposições individuais em solo francês, como na Galeria Chéron e na Galeria Druet, durante o mesmo período Mela Muter conseguiu exibir o seu trabalho pela primeira vez na Polónia, nomeadamente em Cracóvia, Leópolis (actual Ucrânia) e Varsóvia, onde participou na exposição da Sociedade para a Promoção de Belas Artes, tornando-se na segunda mulher a integrar a exposição, assim como em outros países, tais como Espanha, na Galeria José Dalmau, Galería de Arte Contemporânea, ambas em Barcelona, ou ainda na Galeria Athenea em Girona.
Para além das pinturas de paisagens e naturezas mortas, após viajar intensamente com a sua família por vários países da Europa, Mela Muter popularizou-se sobretudo pela aplicação de tinta em técnica quase pontilhista nos seus trabalhos assim como pelos seus retratos, recebendo diversas encomendas que lhe possibilitaram obter o seu estatuto de pintora profissional. Apesar de receber encomendas de personalidades da alta sociedade, como a escultora Chana Orloff ou o pintor Charles Henry Fromuth, Mela Muter preferia utilizar como modelos homens e mulheres da classe operária ou de bairros mais desfavorecidos, mendigos, crianças ou idosos, retratando as desigualdades sociais tal como ela as via no quotidiano da sociedade francesa. Outro tema preferido da pintora eram os retratos sobre a maternidade.
Devido ao seu sucesso e à relação de amizade que mantinha com vários artistas, como Stefan Żeromski, Henri Barbusse, Auguste Peret, Diego Rivera, Romain Rolland e Rainer Maria Rilke, a pintora polaca foi convidada a fazer parte da Societé Nationale des Beaux-Arts, em 1912, da Société des Femmes Artistes Modernes e da Moderna Escola de Paris, tornando-se num dos primeiros membros do recém-criado grupo de artistas estrangeiros a residir em França, ao lado de Pablo Picasso, Marc Chagall, Amedeo Modigliani, Piet Mondrian, Robert e Sonia Delaunay, Joan Miró, Constantin Brancusi e Chaïm Soutine.

### Divórcio, Guerra e Luto
Com o eclodir da Primeira Guerra Mundial, e após vários anos de conflitos entre o casal, Mela Muter permaneceu inicialmente em Paris, viajando eventualmente para a Suíça, onde permaneceu afastada de Michal Mutermilch que partira entretanto para a Polónia.
Durante a sua estadia, em 1917, a artista polaca conheceu o escritor e activista político francês Raymond Lefebvre, que estava gravemente doente e com o qual manteve um caso. Decidida a cuidar e permanecer ao lado dele, Mela Muter pediu o divórcio ao seu marido, sendo oficializado por via religiosa somente em 1919 pelo Rabino-Chefe de Paris.
Após assumir os ideais políticos socialistas e pacifistas de Lefebvre, após a guerra, o casal passou a viver junto em Paris, onde Mela Muter começou a contribuir com ilustrações para a revista francesa Clarté, ganhando uma nova fonte de rendimento, e a utilizar uma paleta de cores mais ousada e viva, dando um novo foco às figuras representadas, muitas vezes deixando áreas da tela nuas.
Pouco após começar a planear o seu casamento, em 1920, Raymond Lefebvre morreu durante uma das suas viagens à Rússia, enquanto fazia a travessia sobre o Mar Branco, para participar no Segundo Congresso Mundial do Comintern, sob circunstâncias misteriosas, sendo especulada a hipótese de homicídio a mando de Estaline.
Após a morte do seu companheiro, a pintora polaca viveu um dos piores períodos da sua vida, enfrentando uma longa fase de luto e de depressão profunda. Procurando encontrar respostas a nível espiritual, converteu-se ao catolicismo em 1923, contudo a sua situação foi agravada pelas mortes de Fabian Klingsland, seu pai, e de Andrzej Mutermilch, seu único filho, vitimado por tuberculose óssea, ambos em 1924.
Apesar das tragédias e desilusões que marcaram esse período, Mela Muter encontrou refúgio na sua arte, continuando a criar novas obras e a expor individualmente em diversas galerias parisienses, sendo ainda convidada como jurada no Salon d'Autumne. Fruto da sua proximidade com Albert Gleizes e Gino Severini, em meados da década de 20, inspirou-se nos movimentos do Cubismo e Fauvismo, para além das obras de Paul Cézanne, começando a experimentar com figuras geométricas e novos ritmos da composição, sem no entanto abraçar totalmente o movimento artístico.

### Cidadania Francesa e Ocupação Nazi
Em 1927 Mela Muter recebeu a cidadania francesa, permanecendo no país até ao fim da sua vida. Pouco depois, enquanto atravessava graves dificuldades financeiras, sem família e qualquer apoio monetário, entendendo que dependia dos trabalhos por comissão para se sustentar, começou a desenvolver inúmeros retratos por encomenda e a dar aulas privadas de pintura.
Durante a ocupação alemã da França durante a Segunda Guerra Mundial, devido às suas origens judaicas, Mela Muter refugiou-se em Avignon, no sul de França, onde dava aulas de desenho, história da arte e literatura a jovens meninas no Colégio Sainte Marie, regressando a Paris somente com o fim da guerra.
Nos anos que se seguiram à guerra, começou a manifestar-se publicamente e a integrar movimentos pacifistas, realizando discursos e petições anti-guerra que condenavam o regime nazi e aqueles que em França compactuaram com o Holocausto, aderiu e liderou associações de protecção de fronteiras, nomeadamente sobre a disputa de território na linha Oder-Neisse, durante as negociações pós-guerra entre os Aliados, e juntou-se a movimentos feministas, escrevendo artigos e dando entrevistas onde criticava as poucas oportunidades que eram dadas às mulheres no mundo das artes.

### Últimos Anos de Vida
No final da década de 1950, Mela Muter começou a perder progressivamente a sua visão, ficando temporariamente impedida de pintar. Devido mais uma vez a dificuldades financeiras, pouco depois, perdeu a sua casa e passou a viver no seu estúdio, voltando a pintar somente em 1965, após realizar uma cirurgia às cataratas. Inspirada novamente, apresentou as suas novas obras em diversas exposições realizadas além fronteiras, como em Colónia e Nova Iorque.

### Falecimento
Mela Muter faleceu a 14 de maio de 1967, no seu estúdio, na Rue Pascal, em Paris, aos 91 anos de idade. Apesar de ter afastado da sua fé judaica, foi sepultada no Cimetière parisien de Bagneux, também conhecido como cemitério judaico de Paris.

## Legado e Homenagens
As suas obras encontram-se em colecções privadas, leilões de arte e antiguidades ou em várias exposições museológicas, tais como no Museu Nacional de Arte da Catalunha, Museu de Arte de Girona, Museu Nacional de Varsóvia ou no Museu de Arte Moderna em Nova Iorque.
Postumamente o seu nome figura na toponímia espanhola, tendo sido o seu nome atribuído à Plaça Mela Mutermilch, em Girona.